# Humaan polyomavirus 2
Het Humaan polyomavirus 2, ook wel naar verwezen als het JC-virus of John Cunninghamvirus (JCV), is een menselijk polyomavirus (oude benaming: papovavirus) en is genetisch vergelijkbaar met het BK-virus en SV40. JCV, ontdekt in 1971, is aanwezig in de meeste mensen maar veroorzaakt alleen ziekte (waaronder progressieve multifocale leukencefalopathie) in geval van immuundeficiëntie, zoals bij aids, of immunosuppressie, zo als bij patiënten met orgaantransplantatie.
De benaming JC-virus werd gevormd door de initialen van de patiënt met progressieve multifocale leukencefalopathie bij wie het virus het eerst geconstateerd werd.

## Epidemiologie
Het virus is alomtegenwoordig in de menselijke populatie met een besmettingsgraad van 70 tot 90% van alle volwassen personen. De meeste mensen lopen het JCV op in de kindertijd of adolescentie.
Wereldwijd wordt het in hoge concentraties teruggevonden in de verstedelijkte gebieden, waardoor sommige onderzoekers besmet water als bron vermoeden, daar dit een frequente besmettingshaard vormt.
Kleine genetische variaties van het virus zijn geografisch verspreid, waardoor genetische analyse van het JC-virus een bruikbaar hulpmiddel is om de menselijke migratie door de geschiedenis heen te traceren.

## Infectie en pathogenese
De initiële infectiehaard zou zich kunnen bevinden t.h.v. de tonsillen of de tractus digestivus
Het virus blijft vervolgens latent aanwezig in het maag-darmstelsel en kan de epitheelcellen van de nieren infecteren, waar het zich vervolgens reproduceert en viruspartikels in de urine afscheidt.
JCV kan door de bloed-hersenbarrière het centrale zenuwstelsel bereiken waar het de oligodendrocyten en de astrocyten infecteert, mogelijk door de 5-HT2A-serotonine-receptor/ Ook bij symptoomloze mensen kan het JC virus in de hersenen worden teruggevonden.
Indien door immuundeficiëntie of immunosuppressie het JCV geheractiveerd wordt, valt het de eerder geïnfecteerde weefsels aan. In de nieren resulteert dit in hemorragische cystitis en uretrale stenose; in de hersenen veroorzaakt het gewoonlijk fatale progressieve multifocale leukencefalopathie door het vernietigen van de oligodendrocyten. Verschillende studies sinds anno 2000 vermoeden eveneens een link tussen het virus en colorectale kanker, aangezien JCV werd teruggevonden in kwaadaardige darmtumoren. Doch deze bevindingen zijn nog steeds controversieel.